# Hans Lautenbacher
Hans Lautenbacher (* 15. November 1883 in Teuerting, Kreis Kelheim; † 27. September 1966 in Landau in der Pfalz) war ein hessischer Politiker (Zentrum) und ehemaliger Abgeordneter des Landtags des Volksstaates Hessen in der Weimarer Republik.
Hans Lautenbacher war der Sohn des Landwirts Josef Lautenbacher und dessen Frau Barbara geborene Nadler. Hans Lautenbacher, der katholischer Konfession war, heiratete am 20. August 1938 in Landau Else geborene Arnold.
Hans Lautenbacher war Schreinermeister in Dieburg. 1919 wurde er dort Obermeister. Er war Vorstandsmitglied des Reichsverbandes des deutschen Tischlergewerbes und des Hessischen Handwerks- und Gewerbevereins.
Hans Lautenbacher rückte am 5. November 1925 für Johann Philipp Hofmann in den Landtag nach. Nach seiner Wiederwahl gehörte er bis zu seiner Mandatsniederlegung am 1. Oktober 1929 auch in einer zweiten Wahlperiode dem Landtag an. Sein Nachfolger wurde Fritz Burgbacher.